# Lobatolampeidae
Lobatolampeidae is een familie van ribkwallen uit de klasse van de Tentaculata.

## Geslacht
- Lobatolampea Horita, 2000